# 동대신동
동대신동(東大新洞)은 대한민국 부산광역시 서구의 동이다.

## 역사
- 1903년 경상남도 동래부 대신정
- 1910년 경상남도 부산부 대신정(지방제도 개정)
- 1926년 경상남도 부산부 동대신정, 서대신정으로 분할
- 1950년 경상남도 부산시 동대신1동,동대신2동,동대신3동(서부출장소 관할)
- 1957년 1월 1일 경상남도 부산시 서구 동대신1동,동대신2동,동대신3동
- 1963년 1월 1일 부산직할시 서구 동대신1동,동대신2동,동대신3동
- 1995년 1월 1일 부산광역시 서구 동대신1동,동대신2동,동대신3동

## 교육
- 동아대학교(구덕캠퍼스)
- 경남고등학교
- 서여자고등학교
- 동신초등학교
- 화랑초등학교
- 대신여자중학교

## 주요 시설

### 동대신1동
- 제일경로당
- 제일부녀경로당
- 장수경로당
- 동일경로당
- 서구종합사회복지관

### 동대신2동
- 부산은행 동대신지점
- 동대신동 새마을금고
- 북산노인정
- 서부노인정
- 동산노인정
- 동의부녀노인정
- 초현노인정
- 무궁화노인회관
- 오륙도사랑방
- 동신
- 동신어린이집
- 대신유치원
- 동산어린이집
- 꼬망쎄
- 그림나라
- 권 치과
- 우성정형외과

### 동대신3동
- 부산경찰서 북부지구대
- 예비군중대(동대신3동)
- 부산국민체육센타
- 동아의료원